# Patrimonio natural de la humanidad
Patrimonio natural de la humanidad es el título otorgado por la UNESCO  a diversos lugares a lo largo del planeta que existen en el mundo o que se han producido sin intervención del ser humano. 

## UNESCO
Los bienes que el Comité del Patrimonio Mundial ha inscrito en la lista a 153 lugares.

## Lista

### Alemania
```
[ ph.019 ] - 1995 - Sitio fosilífero de Messel
[ ph.11133 ] - 2007 - Primeval Beech Forests of the Carpathians and the Ancient Beech Forests of Germany
```

Primeval Beech Forests of the Carpathians and the Ancient Beech Forests of Germany
```
[ ph.11314 ] - 2009 - The Wadden Sea
```

The Wadden Sea

### Argentina
```
[ ph.038 ] - 1981 - Los Glaciares
```

Los Glaciares
```
[ ph.039 ] - 1984 - Parque nacional de Iguazú
```

Iguazu National Park
```
[ ph.041 ] - 1999 - Península Valdés
```

Península Valdés
```
[ ph.043 ] - 2000 - Parques naturales de Ischigualasto y Talampaya
```

Ischigualasto / Talampaya Natural Parks

### Australia
```
[ ph.051 ] - 1981 - La Gran Barrera
```

Great Barrier Reef
```
[ ph.053 ] - 1982 - Islas de Lord Howe
```

Lord Howe Island Group
```
[ ph.054 ] - 1986, 1994 - Bosques lluviosos de la región centro-este de Australia
```

Gondwana Rainforests of Australia
```
[ ph.056 ] - 1988 - Trópicos húmedos de Queensland
```

Wet Tropics of Queensland
```
[ ph.057 ] - 1991 - Bahía Shark, Australia occidental
```

Shark Bay, Western Australia
```
[ ph.058 ] - 1992 - Isla Fraser
```

Fraser Island
```
[ ph.059 ] - 1994 - Sitios fosilíferos de mamíferos (Riversleigh-Naracoorte)
```

Australian Fossil Mammal Sites (Riversleigh / Naracoorte)
```
[ ph.060 ] - 1997 - Islas Heard y McDonald
```

Heard and McDonald Islands
```
[ ph.061 ] - 1997 - Isla Macquarie
```

Macquarie Island
```
[ ph.062 ] - 2000 - Región de las Montañas Azules
```

Greater Blue Mountains Area
```
[ ph.063 ] - 2003 - Parque Nacional de Purnululu
```

Purnululu National Park
```
[ ph.01369 ] - 2011 - Ningaloo Coast
```

Ningaloo Coast

### Bangladés
```
[ ph.075 ] - 1997 - Los Sundarbans
```

The Sundarbans

### Belice
```
[ ph.086 ] - 1996 - Sistema de Reservas de la Barrera del Arrecife de Belice
```

Belize Barrier Reef Reserve System

### Bielorrusia
```
[ ph.076 ] - 1979, 1992 - Bosque de Belovezhskaya Puscha-Bialowieza
```

Belovezhskaya Pushcha / Bia?owie?a Forest
```
[ ph.076 ] - 1979, 1992 - Bosque de Belovezhskaya Puscha-Bialowieza
```

Belovezhskaya Pushcha / Bia?owie?a Forest

### Bolivia
```
[ ph.092 ] - 2000 - Parque Nacional Noel Kempff Mercado
```

Noel Kempff Mercado National Park

### Brasil
```
[ ph.099 ] - 1986 - Parque nacional Iguaçu
```

Iguaçu National Park
```
[ ph.104 ] - 1999 - Bosque Atlántico - Reservas del sudeste
```

Atlantic Forest South-East Reserves
```
[ ph.105 ] - 1999 - Costa del descubrimiento - Reservas del bosque Atlántico
```

Discovery Coast Atlantic Forest Reserves
```
[ ph.106 ] - 2000 - Complejo de Conservación del Pantanal
```

Pantanal Conservation Area
```
[ ph.107 ] - 2000, 2003 - Complejo de la Conservación de la Amazonía Central
```

Central Amazon Conservation Complex
```
[ ph.108 ] - 2001 - Islas atlánticas brasileñas: Reservas de Fernando de Noronha y Atolón de las Rocas
```

Brazilian Atlantic Islands: Fernando de Noronha and Atol das Rocas Reserves
```
[ ph.109 ] - 2001 - Áreas protegidas del Cerrado: Parques Nacionales de Chapada dos Veadeiros y Emas
```

Cerrado Protected Areas: Chapada dos Veadeiros and Emas National Parks

### Bulgaria
```
[ ph.115 ] - 1983 - Parque nacional Pirin
```

Pirin National Park
```
[ ph.117 ] - 1983 - Reserva natural de Srebarna
```

Srebarna Nature Reserve

### Camerún
```
[ ph.121 ] - 1987 - Reserva de fauna de Dja
```

Dja Faunal Reserve

### Canadá
```
[ ph.123 ] - 1978 - Parque nacional Nahanni
```

Nahanni National Park
```
[ ph.124 ] - 1979 - Parque provincial de los Dinosaurios
```

Dinosaur Provincial Park
```
[ ph.133 ] - 1979, 1992, 1994 - Tatshenshini-Alsek, Parque Nacional de Kluane, Parque Nacional y Reserva de Wrangell-St.-Elias, y Parque Nacional de la Bahía de los Glaciares
```

Kluane / Wrangell-St Elias / Glacier Bay / Tatshenshini-Alsek
```
[ ph.133 ] - 1979, 1992, 1994 - Tatshenshini-Alsek, Parque Nacional de Kluane, Parque Nacional y Reserva de Wrangell-St.-Elias, y Parque Nacional de la Bahía de los Glaciares
```

Kluane / Wrangell-St Elias / Glacier Bay / Tatshenshini-Alsek
```
[ ph.127 ] - 1983 - Parque nacional Wood Buffalo
```

Wood Buffalo National Park
```
[ ph.128 ] - 1984, 1990 - Parque de las montañas Rocosas canadienses
```

Canadian Rocky Mountain Parks
```
[ ph.130 ] - 1987 - Parque nacional Gros Morne
```

Gros Morne National Park
```
[ ph.134 ] - 1995 - Parque Internacional de la Paz Glacier-Waterton
```

Waterton Glacier International Peace Park
```
[ ph.134 ] - 1995 - Parque Internacional de la Paz Glacier-Waterton
```

Waterton Glacier International Peace Park
```
[ ph.132 ] - 1999 - Parque de Miguasha
```

Miguasha National Park
```
[ ph.01285 ] - 2008 - Joggins Fossil Cliffs
```

Joggins Fossil Cliffs

### Colombia
```
[ ph.171 ] - 1994 - Parque nacional Los Katios
```

Los Katíos National Park
```
[ ph.848 ] - 2006 - Santuario de Fauna y Flora de Malpelo
```

Malpelo Fauna and Flora Sanctuary

### Costa Rica
```
[ ph.177 ] - 1983, 1990 - Reservas de la cordillera de Talamanca / Parque Nacional La Amistad
```

Talamanca Range-La Amistad Reserves / La Amistad National Park
```
[ ph.177 ] - 1983, 1990 - Reservas de la cordillera de Talamanca / Parque Nacional La Amistad
```

Talamanca Range-La Amistad Reserves / La Amistad National Park
```
[ ph.175 ] - 1997, 2002 - Parque nacional de Isla del Coco
```

Cocos Island National Park
```
[ ph.176 ] - 1999, 2004 - Zona de conservación de Guanacaste
```

Área de Conservación Guanacaste

### Côte d'Ivoire
```
[ ph.180 ] - 1981, 1982 - Reserva natural integral del Monte Nimba
```

Mount Nimba Strict Nature Reserve
```
[ ph.180 ] - 1981, 1982 - Reserva natural integral del Monte Nimba
```

Mount Nimba Strict Nature Reserve
```
[ ph.178 ] - 1982 - Parque nacional de Taï
```

Taï National Park
```
[ ph.179 ] - 1983 - Parque nacional de Comoé
```

Comoé National Park

### Croacia
```
[ ph.183 ] - 1979, 2000 - Parque nacional de Plitvice
```

Plitvice Lakes National Park

### Cuba
```
[ ph.190 ] - 1999 - Parque nacional Desembarco del Granma
```

Desembarco del Granma National Park
```
[ ph.193 ] - 2001 - Parque nacional Alejandro de Humboldt
```

Alejandro de Humboldt National Park

### China
```
[ ph.145 ] - 1992 - Región de interés panorámico e histórico de Huanglong
```

Huanglong Scenic and Historic Interest Area
```
[ ph.146 ] - 1992 - Región de interés panorámico e histórico del Valle de Jiuzhaigou
```

Jiuzhaigou Valley Scenic and Historic Interest Area
```
[ ph.147 ] - 1992 - Región de interés panorámico e histórico de Wulingyuan
```

Wulingyuan Scenic and Historic Interest Area
```
[ ph.166 ] - 2003 - Tres ríos paralelos de las áreas protegidas Yunnan
```

Three Parallel Rivers of Yunnan Protected Areas
```
[ ph.847 ] - 2006 - Sichuan Giant Panda Sanctuaries - Wolong, Mt Siguniang and Jiajin Mountains 
```

Sichuan Giant Panda Sanctuaries - Wolong, Mt Siguniang and Jiajin Mountains 
```
[ ph.01248 ] - 2007 - South China Karst
```

South China Karst
```
[ ph.01292 ] - 2008 - Mount Sanqingshan National Park
```

Mount Sanqingshan National Park
```
[ ph.01335 ] - 2010 - China Danxia
```

China Danxia

### Dinamarca
```
[ ph.767 ] - 2004 - Ilulissat Icefjord
```

Ilulissat Icefjord

### Dominica
```
[ ph.197 ] - 1997 - Parque nacional de Morne Trois Pitons
```

Morne Trois Pitons National Park

### Ecuador
```
[ ph.198 ] - 1978, 2001 - Islas Galápagos
```

Galápagos Islands
```
[ ph.200 ] - 1983 - Parque nacional Sangay
```

Sangay National Park

### Egipto
```
[ ph.768 ] - 2005 - Wadi Al-Hitan (Whale Valley)
```

Wadi Al-Hitan (Whale Valley)

### Hungría
```
[ ph.367 ] - 1995, 2000 - Grutas del karst de Aggtelek y del karst de Eslovaquia
```

Caves of Aggtelek Karst and Slovak Karst
```
[ ph.367 ] - 1995, 2000 - Grutas del karst de Aggtelek y del karst de Eslovaquia
```

Caves of Aggtelek Karst and Slovak Karst

### Eslovenia
```
[ ph.212 ] - 1986 - Grutas de Skocjan
```

Škocjan Caves

### España
```
[ ph.224 ] - 1986 - Parque nacional de Garajonay
```

Garajonay National Park
```
[ ph.233 ] - 1994 - Parque nacional de Doñana
```

Doñana National Park
```
[ ph.01258 ] - 2007 - Parque nacional del Teide
```

### Estados Unidos de América
```
[ ph.251 ] - 1978 - Yellowstone
```

Yellowstone National Park
```
[ ph.253 ] - 1979 - Parque nacional Everglades
```

Everglades National Park
```
[ ph.254 ] - 1979 - Parque nacional del Gran Cañón
```

Grand Canyon National iejw
```
[ ph.255 ] - 1980 - Parque nacional Redwood
```

Redwood National and State Parks
```
[ ph.256 ] - 1981 - Parque nacional Olympic
```

Olympic National Park
```
[ ph.257 ] - 1981 - Parque nacional Mammoth Cave
```

Mammoth Cave National Park
```
[ ph.259 ] - 1983 - Parque nacional Great Smoky Mountains
```

Great Smoky Mountains National Park
```
[ ph.261 ] - 1984 - Parque nacional Yosemite
```

Yosemite National Park
```
[ ph.263 ] - 1987 - Parque nacional de los Volcanes de Hawái
```

Hawaii Volcanoes National Park
```
[ ph.267 ] - 1995 - Parque nacional de la Cuevas de Carlsbad
```

Carlsbad Caverns National Park

### Etiopía
```
[ ph.270 ] - 1978 - Parque nacional Simen
```

Simien National Park

### Federación de Rusia
```
[ ph.284 ] - 1995 - Bosques vírgenes de Komi
```

Virgin Komi Forests
```
[ ph.286 ] - 1996 - Lago Baikal
```

Lake Baikal
```
[ ph.285 ] - 1996, 2001 - Volcanes de Kamchatka
```

Volcanoes of Kamchatka
```
[ ph.287 ] - 1998 - Montañas doradas del Altái
```

Golden Mountains of Altai
```
[ ph.288 ] - 1999 - Cáucaso del Oeste
```

Western Caucasus
```
[ ph.291 ] - 2001 - Sikhote-Alin Central
```

Central Sikhote-Alin
```
[ ph.801 ] - 2004 - Natural System of Wrangel Island Reserve
```

Natural System of Wrangel Island Reserve
```
[ ph.01234 ] - 2010 - Putorana Plateau
```

Putorana Plateau

### Mongolia
```
[ ph.294 ] - 2003 - Cuenca de Nuur Basin
```

Uvs Nuur Basin

### Filipinas
```
[ ph.295 ] - 1993 - Parque marino del Arrecife de Tubbataha
```

Tubbataha Reefs Natural Park
```
[ ph.298 ] - 1999 - Parque nacional del río subterráneo de Puerto Princesa
```

Puerto-Princesa Subterranean River National Park

### Francia
```
[ ph.316 ] - 1983 - Golfos de Girolata y de Porto, reserva natural de Escándola y los Calenches de Piana en Córcega.
```

Gulf of Porto: Calanche of Piana, Gulf of Girolata, Scandola Reserve
```
[ ph.01115 ] - 2008 - Lagoons of New Caledonia: Reef Diversity and Associated Ecosystems
```

Lagoons of New Caledonia: Reef Diversity and Associated Ecosystems
```
[ ph.01317 ] - 2010 - Pitons, cirques and remparts of Reunion Island
```

Pitons, cirques and remparts of Reunion Island

### Honduras
```
[ ph.360 ] - 1982 - Reserva de la biosfera de Río Plátano
```

Río Plátano Biosphere Reserve

### India
```
[ ph.374 ] - 1985 - Parque nacional de Keoloadeo
```

Keoladeo National Park
```
[ ph.375 ] - 1985 - Parque nacional de Kaziranga
```

Kaziranga National Park
```
[ ph.376 ] - 1985 - Santuario de fauna de Manas
```

Manas Wildlife Sanctuary
```
[ ph.381 ] - 1987 - Parque nacional de Sundarbans
```

Sundarbans National Park
```
[ ph.385 ] - 1988, 2005 - Parque nacional de Nanda Devi
```

Nanda Devi and Valley of Flowers National Parks

### Indonesia
```
[ ph.394 ] - 1991 - Parque nacional de Komodo
```

Komodo National Park
```
[ ph.395 ] - 1991 - Parque nacional de Ujung Kulon
```

Ujung Kulon National Park
```
[ ph.397 ] - 1999 - Parque nacional de Lorentz
```

Lorentz National Park
```
[ ph.776 ] - 2004 - Tropical Rainforest Heritage of Sumatra
```

Tropical Rainforest Heritage of Sumatra

### Islas Salomón
```
[ ph.406 ] - 1998 - Rennell Este
```

East Rennell

### Italia
```
[ ph.441 ] - 2000 - Isole Eolie (Islas Eólicas)
```

Isole Eolie (Aeolian Islands)
```
[ ph.699 ] - 2003 - Monte San Jorge
```

Monte San Giorgio
```
[ ph.01237 ] - 2009 - The Dolomites
```

The Dolomites

### Japón
```
[ ph.454 ] - 1993 - Yakushima
```

Yakushima
```
[ ph.455 ] - 1993 - Shirakami-Sanchi
```

Shirakami-Sanchi
```
[ ph.786 ] - 2005 - Shiretoko
```

Shiretoko
```
[ ph.01362 ] - 2011 - Ogasawara Islands
```

Ogasawara Islands

### Kenia
```
[ ph.467 ] - 1997 - Parque nacional/Selva natural del Monte Kenia
```

Mount Kenya National Park/Natural Forest
```
[ ph.468 ] - 1997, 2001 - Parques nacionales del Lago Turkana
```

Lake Turkana National Parks
```
[ ph.01060 ] - 2011 - Kenya Lake System in the Great Rift Valley
```

Kenya Lake System in the Great Rift Valley

### Madagascar
```
[ ph.479 ] - 1990 - Reserva natural integral de Tsingy de Bemaraha
```

Tsingy de Bemaraha Strict Nature Reserve
```
[ ph.01257 ] - 2007 - Rainforests of the Atsinanana
```

Rainforests of the Atsinanana

### Malasia
```
[ ph.481 ] - 2000 - Parque de Kinabalu
```

Kinabalu Park
```
[ ph.482 ] - 2000 - Parque Nacional de Gunung Mulu
```

Gunung Mulu National Park

### Malawi
```
[ ph.483 ] - 1984 - Parque nacional Lago Malawi
```

Lake Malawi National Park

### Mauritania
```
[ ph.497 ] - 1989 - Parque nacional del Banc d’Arguin
```

Banc d'Arguin National Park

### México
```
[ ph.503 ] - 1987 - Sian Ka'an
```

Sian Ka'an
```
[ ph.511 ] - 1993 - Santuario de ballenas de El Vizcaíno
```

Whale Sanctuary of El Vizcaíno
```
[ ph.792 ] - 2005 - Islas y Áreas protegidas del Golfo de California
```

Islands and Protected Areas of the Gulf of California
```
[ ph.01290 ] - 2008 - Monarch Butterfly Biosphere Reserve
```

Monarch Butterfly Biosphere Reserve

### Nepal
```
[ ph.523 ] - 1979 - Parque nacional de Sagarmatha
```

Sagarmatha National Park
```
[ ph.525 ] - 1984 - Parque nacional de Royal Chitwan
```

Chitwan National Park

### Níger
```
[ ph.528 ] - 1991 - Reservas Naturales de Aïr-Ténéré
```

Air and Ténéré Natural Reserves
```
[ ph.529 ] - 1996 - Parque nacional de W de Níger
```

W National Park of Niger

### Noruega
```
[ ph.797 ] - 2005 - West Norwegian Fjords – Geirangerfjord and Nærøyfjord
```

West Norwegian Fjords – Geirangerfjord and Nærøyfjord

### Nueva Zelanda
```
[ ph.535 ] - 1990 - Te Wahipounamu, zona sudeste de Nueva Zelandia
```

Te Wahipounamu – South West New Zealand
```
[ ph.537 ] - 1998 - Islas subantárticas de Nueva Zelanda
```

New Zealand Sub-Antarctic Islands

### Omán
```
[ ph.540 ] - 1994 - Santuario del Oryx árabe
```

Arabian Oryx Sanctuary

### Panamá
```
[ ph.556 ] - 1981 - Parque nacional Darién
```

Darien National Park
```
[ ph.798 ] - 2005 - Coiba National Park and its Special Zone of Marine Protection
```

Coiba National Park and its Special Zone of Marine Protection

### Perú
```
[ ph.564 ] - 1987 - Parque nacional de Manú
```

Manú National Park

### Portugal
```
[ ph.588 ] - 1999 - Bosque de laurisilva de Madeira
```

Laurisilva of Madeira

### Reino Unido
```
[ ph.596 ] - 1986 - Calzada de los Gigantes y su costa
```

Giant's Causeway and Causeway Coast
```
[ ph.602 ] - 1988 - Isla de Henderson
```

Henderson Island
```
[ ph.605 ] - 1995, 2004 - Reserva de fauna salvaje de la Isla de Gough
```

Gough and Inaccessible Islands
```
[ ph.611 ] - 2001 - Costa de Dorset y del este de Devon
```

Dorset and East Devon Coast

### República Centroafricana
```
[ ph.620 ] - 1988 - Parque nacional del Manovo-Gounda St.Floris
```

Manovo-Gounda St Floris National Park

### República Democrática del Congo
```
[ ph.640 ] - 1979 - Parque nacional Virunga
```

Virunga National Park
```
[ ph.641 ] - 1980 - Parque nacional de Kahuzi-Biega
```

Kahuzi-Biega National Park
```
[ ph.642 ] - 1980 - Parque nacional Garamba
```

Garamba National Park
```
[ ph.643 ] - 1984 - Parque nacional Salonga
```

Salonga National Park
```
[ ph.644 ] - 1996 - Reserva de fauna de Okapis
```

Okapi Wildlife Reserve

### República Unida de Tanzania
```
[ ph.649 ] - 1981 - Parque nacional de Serengeti
```

Serengeti National Park
```
[ ph.651 ] - 1982 - Reserva de caza de Selous
```

Selous Game Reserve
```
[ ph.652 ] - 1987 - Parque nacional del Kilimanjaro
```

Kilimanjaro National Park

### Rumania
```
[ ph.654 ] - 1991 - Delta del Danubio
```

Danube Delta

### Santa Lucía
```
[ ph.803 ] - 2004 - Pitons Management Area
```

Pitons Management Area

### Senegal
```
[ ph.664 ] - 1981 - Parque nacional de Niokolo-Koba
```

Niokolo-Koba National Park
```
[ ph.665 ] - 1981 - Parque nacional de aves de Djoudj
```

Djoudj National Bird Sanctuary

### Seychelles
```
[ ph.667 ] - 1982 - Atolón de Aldabra
```

Aldabra Atoll
```
[ ph.668 ] - 1983 - Reserva natural del Valle de Mai
```

Vallée de Mai Nature Reserve

### Sri Lanka
```
[ ph.672 ] - 1988 - Reserva forestal de Sinharaja
```

Sinharaja Forest Reserve
```
[ ph.01203 ] - 2010 - Central Highlands of Sri Lanka
```

Central Highlands of Sri Lanka

### Sudáfrica
```
[ ph.677 ] - 1999 - Parque del humedal de Santa Lucía
```

iSimangaliso Wetland Park
```
[ ph.806 ] - 2004 - Cape Floral Region Protected Areas
```

Cape Floral Region Protected Areas
```
[ ph.807 ] - 2005 - Vredefort Dome
```

Vredefort Dome

### Finlandia
```
[ ph.692 ] - 2000 - La Costa Alta
```

High Coast / Kvarken Archipelago

### Suiza
```
[ ph.698 ] - 2001 - Jungfrau-Aletsch-Bietschhorn
```

Swiss Alps Jungfrau-Aletsch
```
[ ph.01179 ] - 2008 - Swiss Tectonic Arena Sardona
```

Swiss Tectonic Arena Sardona

### Suriname
```
[ ph.700 ] - 2000 - Reserva Natural de Suriname Central
```

Central Suriname Nature Reserve

### Tailandia
```
[ ph.703 ] - 1991 - Santuario de fauna de Thung Yai-Huai Kha Khaeng
```

Thungyai-Huai Kha Khaeng Wildlife Sanctuaries
```
[ ph.809 ] - 2005 - Dong Phayayen-Khao Yai Forest Complex
```

Dong Phayayen-Khao Yai Forest Complex

### Túnez
```
[ ph.709 ] - 1980 - Parque nacional de Ichkeul
```

Ichkeul National Park

### Uganda
```
[ ph.726 ] - 1994 - Montes Rwenzori
```

Rwenzori Mountains National Park
```
[ ph.727 ] - 1994 - Bosque impenetrable de Bwindi
```

Bwindi Impenetrable National Park

### Venezuela
```
[ ph.735 ] - 1994 - Parque nacional Canaima
```

Canaima National Park

### Viet Nam
```
[ ph.738 ] - 1994, 2000 - Bahía de Ha-Long
```

Ha Long Bay
```
[ ph.741 ] - 2003 - Parque Nacional de Phong Nha-Ke Bang
```

Phong Nha-Ke Bang National Park

### Montenegro
```
[ ph.747 ] - 1980 - Parque nacional Durmitor
```

Durmitor National Park

### Zambia
```
[ ph.749 ] - 1989 - Mosi-oa-Tunya / Cataratas Victoria
```

Mosi-oa-Tunya / Victoria Falls
```
[ ph.749 ] - 1989 - Mosi-oa-Tunya / Cataratas Victoria
```

Mosi-oa-Tunya / Victoria Falls

### Zimbabue
```
[ ph.750 ] - 1984 - Parque nacional de Mana Pools y áreas de safari de Sapi y de Chewore
```

Mana Pools National Park, Sapi and Chewore Safari Areas

### República de Corea
```
[ ph.01264 ] - 2007 - Jeju Volcanic Island and Lava Tubes
```

Jeju Volcanic Island and Lava Tubes

### Eslovaquia
```
[ ph.21133 ] - 2007 - Primeval Beech Forests of the Carpathians and the Ancient Beech Forests of Germany
```

Primeval Beech Forests of the Carpathians and the Ancient Beech Forests of Germany

### Ucrania
```
[ ph.01133 ] - 2007 - Primeval Beech Forests of the Carpathians and the Ancient Beech Forests of Germany
```

Primeval Beech Forests of the Carpathians and the Ancient Beech Forests of Germany

### Kazajistán
```
[ ph.01102 ] - 2008 - Saryarka – Steppe and Lakes of Northern Kazakhstan
```

Saryarka – Steppe and Lakes of Northern Kazakhstan

### Yemen
```
[ ph.01263 ] - 2008 - Socotra Archipelago
```

Socotra Archipelago

### Islandia
```
[ ph.01267 ] - 2008 - Surtsey
```

Surtsey

### Países Bajos
```
[ ph.01314 ] - 2009 - The Wadden Sea
```

The Wadden Sea

### Kiribati
```
[ ph.01325 ] - 2010 - Phoenix Islands Protected Area
```

Phoenix Islands Protected Area

## RCRZ
HRE